# Тріснуло дзеркало
«Тріснуло дзеркало» (англ. The Mirror Crack'd from Side to Side; досл. літ. «Від краю до краю тріснуло дзеркало») — детективний роман англійської письменниці Агати Крісті, вперше вийшов 1962 року у видавництві «Collins Crime Club». Дія роману відбувається у вигаданому англійському селищі Сент-Мері-Мід, розслідування веде міс Марпл.

## Синопсис
Міс Марпл розслідує вбивство Гетер Бедкок, що випила отруйний коктейль, який, як припускали, призначався американській кінозірці Марині Грег, чиєю шанувальницею була Гетер. Під час розслідування міс Марпл виявляє багато темного в минулому Марини, а також нитки, що зв'язують Марину з іншими жителями селища.
Спочатку розслідування заходить у глухий кут, оскільки немає очевидних мотивів для вбивства Гетер. Марина Грег сама віддала Гетер свій келих з напоєм незабаром після їхнього знайомства, нібито випадково перекинувши келих Гетер. Це наводить на думку, що са́ме Марина була передбачуваною жертвою, до того ж вона відома особистість, і найімовірніше саме її хотіли усунути. Але Міс Марпл згадала, як зблідла Марина, коли почула від Гетер історію їхньої давньої першої зустрічі. З'ясувалося, що Марина віддала Гетер власний коктейль, додавши до нього отруйну дозу своїх ліків. І мотивом було те, що дитина, яку вона колись народила, мала тяжкі вади розвитку, тому що Марина під час вагітності заразилася на краснуху від Гетер, яка прийшла на зустріч з Мариною, знаючи про свою дуже заразну хворобу і проігнорувавши заборону лікаря.

## Екранізації
- «Дзеркало тріснуло» — кінофільм 1980 року. Роль міс Марпл виконала Анджела Ленсбері, у ролі Марини Грег — Елізабет Тейлор. У фільмі також зайняті Кім Новак, Джеральдіна Чаплін, Тоні Кертіс, Рок Гадсон та інші.
- У 1992 році телекомпанія BBC зняла епізод серіалу «Міс Марпл», оснований на романі[1]. У ролі міс Марпл — Джоан Гіксон, у ролі Марини Грег — Клер Блум.
- У 2011 році телекомпанія ITV зняла епізод телесеріалу «Міс Марпл Агати Крісті» з Джулією Маккензі у головній ролі. Роль Марини Грег виконала Ліндсі Дункан[2].